# ジョルジ・パチーユ・マカコ
ジョルジ・パチーユ・マカコ（Jorge Patino Macaco、1973年5月8日 - ）は、ブラジルの男性柔術家、総合格闘家。サンパウロ州出身。マカコ・ゴールド・チーム主宰。ブラジリアン柔術四段。元Legacy FCウェルター級王者。元Legacy FCライト級王者。
シュートボクセ・アカデミーきっての豪腕の持ち主で、柔術家でありながら、独特のフォームから繰り出すパンチは重量級の選手をも一撃で倒す威力を持つ。総合格闘技の創世期から積極的に参戦していて、ブラジルの中量級選手の代表的存在である。
街で散弾銃を持ち歩いた悪童であったことでも有名であり、ブラジルでは「ショットガン・マカコ」の異名を持つ。マカコはポルトガル語で猿の意味。

## 来歴
1999年1月8日、UFC初参戦となったUFC 18の世界ライト級タイトルマッチでパット・ミレティッチと対戦し、0-3の判定負けを喫し王座獲得に失敗した。
2003年9月13日、Jungle Fight 1でホナウド・ジャカレイと対戦し、パンチでKO勝ち。
2004年5月23日、PRIDE初参戦となったPRIDE 武士道 -其の参-で三崎和雄と対戦し、0-3の判定負けを喫した。
2006年10月7日、地元サンパウロ州で開催されたSuper Challenge 1では同門のジーン・シウバが同大会開催の73kg級トーナメントで活躍する中メインでホベルト・ゴドイと対戦。マウントパンチでTKO勝ち。
2010年8月21日、Strikeforce初参戦となったStrikeforce: Houstonでアンドレ・ガウヴァオンと対戦し、パウンドでTKO負けを喫した。
2013年3月17日、初参戦となったパンクラスでライト級王者ISAOとノンタイトル戦で対戦し、0-0の判定で引き分けた。

## 戦績

### 総合格闘技
| 総合格闘技 戦績 | 総合格闘技 戦績 | 総合格闘技 戦績 | 総合格闘技 戦績 | 総合格闘技 戦績 | 総合格闘技 戦績 | 総合格闘技 戦績 |
| --------------- | --------------- | --------------- | --------------- | --------------- | --------------- | --------------- |
| 42 試合         | (T)KO           | 一本            | 判定            | その他          | 引き分け        | 無効試合        |
| 30 勝           | 7               | 13              | 7               | 3               | 2               | 1               |
| 14 敗           | 3               | 2               | 9               | 0               | 2               | 1               |

| 勝敗 | 対戦相手                         | 試合結果                      | 大会名                                                                      | 開催年月日     |
| ×    | ディエゴ・フェレイラ             | 5分5R終了 判定0-3             | Legacy Fighting Championship 25 【Legacy FCライト級タイトルマッチ】         | 2013年11月15日 |
| ○    | エフレイン・エスクデロ           | 5分3R終了 判定2-1             | Max Sport: 13.2                                                             | 2013年5月11日  |
| △    | ISAO                             | 5分3R終了 判定0-0             | PANCRASE 246                                                                | 2013年3月17日  |
| ○    | デリック・クランツ               | 2R 3:07 ギロチンチョーク      | Legacy Fighting Championship 18 【Legacy FCライト級タイトルマッチ】         | 2013年3月1日   |
| ○    | ガーソン・コルデイロ             | 1R リアネイキドチョーク       | Predador FC 22 【Predador FCライト級王座決定戦】                            | 2012年10月20日 |
| ○    | クレイ・ハンツ                   | 1R 1:04 KO（パンチ）          | Legacy Fighting Championship 11 【Legacy FCライト級王座決定戦】             | 2012年5月11日  |
| ○    | マイク・ブロンゾウリス           | 5分5R終了 判定3-0             | Legacy Fighting Championship 9 【Legacy FCウェルター級タイトルマッチ】      | 2011年12月16日 |
| ○    | ピート・スプラット               | 5分5R終了 判定2-1             | Legacy Fighting Championship 8 【Legacy FCウェルター級王座決定戦】          | 2011年9月16日  |
| ○    | クリーバーン・ウォーカー         | 1R 3:57 ネッククランク        | Quality Entertainment                                                       | 2011年4月9日   |
| ×    | アンドレ・ガウヴァオン           | 3R 2:45 TKO（パウンド）       | Strikeforce: Houston                                                        | 2010年8月21日  |
| ×    | ホアン・"ジュカオン"・カルネイロ | 5分3R終了 判定0-3             | Shine Fights 2: ATT vs. The World                                           | 2009年9月4日   |
| ○    | ボー・ベーカー                   | 5分3R終了 判定3-0             | Karriem Abdallah Productions: The Return of Macaco                          | 2009年2月7日   |
| ×    | ケイシー・ウスコーラ             | 5分3R終了 判定0-3             | PFP: Ring of Fire                                                           | 2007年12月9日  |
| ○    | グスタボ・シム                   | 5分3R終了 判定2-1             | Predador FC 6: Octagon                                                      | 2007年8月25日  |
| ×    | ルイス・サッポ                   | 5分3R終了 判定0-3             | Midway Fight                                                                | 2007年5月10日  |
| ×    | フェルナンド・ポンテス           | 5分3R終了 判定0-3             | Showfight 5                                                                 | 2006年11月9日  |
| ○    | ホベルト・ゴドイ                 | 2R 4:34 TKO（マウントパンチ） | Super Challenge 1                                                           | 2006年10月7日  |
| ○    | カーティス・スタウト             | 5分3R終了 判定3-0             | Cage Rage 16: Critical Condition                                            | 2006年4月22日  |
| ×    | エドゥアルド・パンプロナ         | 5分3R終了 判定0-3             | Showfight 4                                                                 | 2006年4月6日   |
| ×    | ガブリエル・ベラ                 | 1R 1:40 KO（パンチ連打）      | Showfight 3                                                                 | 2005年10月21日 |
| ○    | カーロス・バルーチ               | 2R 3:57 TKO（パンチ連打）     | Jungle Fight 4                                                              | 2005年5月21日  |
| ○    | ボリス・ジョンストンプ           | 2R 肩固め                     | Jungle Fight 3                                                              | 2004年10月23日 |
| ×    | デウソン・ヘレーノ               | 5分3R終了 判定0-3             | Meca World Vale Tudo 11                                                     | 2004年6月5日   |
| ×    | 三崎和雄                         | 2R（10分/5分）終了 判定0-3    | PRIDE 武士道 -其の参-                                                       | 2004年5月23日  |
| ○    | ルイス・ブリット                 | 5分3R終了 判定2-1             | Meca World Vale Tudo 10                                                     | 2003年12月20日 |
| ○    | ホナウド・ジャカレイ             | 1R 3:13 KO（パンチ）          | Jungle Fight 1                                                              | 2003年9月13日  |
| －   | ルイス・ドレス                   | 1R 4:36 ノーコンテスト        | Meca World Vale Tudo 8                                                      | 2003年5月16日  |
| ×    | グスタボ・シム                   | 1R 2:00 ヒールホールド        | Meca World Vale Tudo 6                                                      | 2002年1月31日  |
| △    | 石井大輔                         | 5分3R終了 時間切れ            | DEEP2001                                                                    | 2001年1月8日   |
| ×    | パット・ミレティッチ             | 15分+延長3分2R終了 判定0-3    | UFC 18: The Road to the Heavyweight Title 【UFC世界ライト級タイトルマッチ】 | 1999年1月8日   |
| ×    | ペレ                             | 1R 9:37 TKO（カット）         | World Vale Tudo Championship 4 【1回戦】                                    | 1997年3月16日  |
| ×    | ペレ                             | 1R 14:19 ギブアップ（打撃）   | BVF 6: Campeonato Brasileiro de Vale Tudo 1 【決勝】                        | 1996年11月1日  |
| ○    | エリコ・コレイア                 | 1R 0:47 ギブアップ（打撃）    | BVF 6: Campeonato Brasileiro de Vale Tudo 1 【準決勝】                      | 1996年11月1日  |
| ○    | アンデルソン・リマ               | 1R 0:50 KO（パンチ連打）      | BVF 6: Campeonato Brasileiro de Vale Tudo 1 【1回戦】                       | 1996年11月1日  |

### グラップリング
| 勝敗 | 対戦相手                           | 試合結果                  | 大会名                             | 開催年月日 |
| ×    | アレクサンドレ・"サーシャ"・サフコ | 20分終了 判定             | ADCC 2000 【88kg未満級 3位決定戦】 | 2000年3月  |
| ×    | ヒカルド・リボーリオ               | 0:12 レフェリー判定       | ADCC 2000 【88kg未満級 準決勝】    | 2000年3月  |
| ○    | エミール・チャトゥリアン           | 10分終了 ポイント判定6-0  | ADCC 2000 【88kg未満級 2回戦】     | 2000年3月  |
| ○    | カール・ウェーバー                 | 10分終了 ポイント判定15-0 | ADCC 2000 【88kg未満級 1回戦】     | 2000年3月  |

## 獲得タイトル
- 第3代Legacy FCウェルター級王座（2011年）
- 第4代Legacy FCライト級王座（2012年）
- Predador FCライト級王座（2012年）